# Catathelasma singeri
Catathelasma singeri är en svampart som beskrevs av Mitchel & A.H. Sm. 1978. Catathelasma singeri ingår i släktet Catathelasma och familjen Tricholomataceae.   Inga underarter finns listade i Catalogue of Life.